# Себиш (Бистрица-Насауд)
Себиш (рум. Sebiș) насеље је у Румунији у округу Бистрица-Насауд у општини Шиеуц. Oпштина се налази на надморској висини од 627 m.

## Становништво
Према подацима из 2002. године у насељу је живело 901 становника.

### Попис2002.
| Расподела становништва по националности 2002.‍ | Расподела становништва по националности 2002.‍ | Расподела становништва по националности 2002.‍ | Расподела становништва по националности 2002.‍ | Расподела становништва по националности 2002.‍ |
| --------------------------------------------- | --------------------------------------------- | --------------------------------------------- | --------------------------------------------- | --------------------------------------------- |
|                                               |                                               |                                               |                                               |                                               |
| Румуни                                        | Румуни                                        |                                               | 894                                           | 99,2%                                         |
| Роми                                          | Роми                                          |                                               | 7                                             | 0,8%                                          |